# Церковь Норвегии
Це́рковь Норве́гии (букмол Den norske kirke, нюнорск Den norske kyrkja) — одна из лютеранских церквей, официальная церковь Норвегии. До 1969 года называлась «государственной церковью» (норв. statskirken). До реформы 2012 года главой церкви официально являлся король Норвегии, а управление ею осуществляло Министерство культуры (букмол Kulturdepartementet; до 2010 года носило другие названия: в частности, в 1991—1992 годах — Министерство церкви и культуры, букмол Kirke- og kulturdepartementet).
С 21 мая 2012 года отделена от государства, получив автономию в догматических вопросах, управлении имуществом и поставлении клира. При этом клир церкви сохранил статус государственных служащих, а стортинг — право контроля бюджетных вопросов церкви. Кроме того, высшим управляющим органом осталось Министерство по вопросам правительственного управления, реформ и церковным делам. С 1 января 2017 года в результате ещё одной реформы Церковь Норвегии стала независимым и никак не связанным с государством учреждением. В соответствии с Конституцией Норвегии, имеет статус «национальной церкви» (folkekirke).

## Вероисповедание
Церковь Норвегии принадлежит к числу лютеранских церквей, и основой своей веры считает исключительно Библию. Кроме того, Церковь Норвегии признаёт основополагающими следующие писания:
- Апостольский Символ веры
- Никейский Символ веры
- Афанасьевский Символ веры
- Аугсбургское исповедание
- Малый катехизис Мартина Лютера

### Понимание Писания
Церковь Норвегии придерживается лютеранского учения, согласно которому Библия рассказывает о требованиях и дарах Бога, или о Законе и Евангелии. На практике это означает, что Ветхий Завет представляет собой рассказ о Божьем законе, нарушение которого человек искупает жертвоприношением, в то время как в Новом Завете говорится об искуплении человеческих грехов крестной смертью Иисуса Христа.
Как и другие ветви христианства, лютеранская церковь признает, что приход Иисуса стал исполнением ветхозаветных пророчеств о Мессии.
Основой лютеранского богословия, и тем самым богословия Церкви Норвегии, является тезис о том, что спасение осуществляется исключительно верой. Этот вопрос стал одной из причин разрыва лютеранства с Римско-католической церковью. Согласно учению Церкви Норвегии, человек не может быть спасён своими действиями или своей праведностью, но только верой в Иисуса как Спасителя.

### Таинства

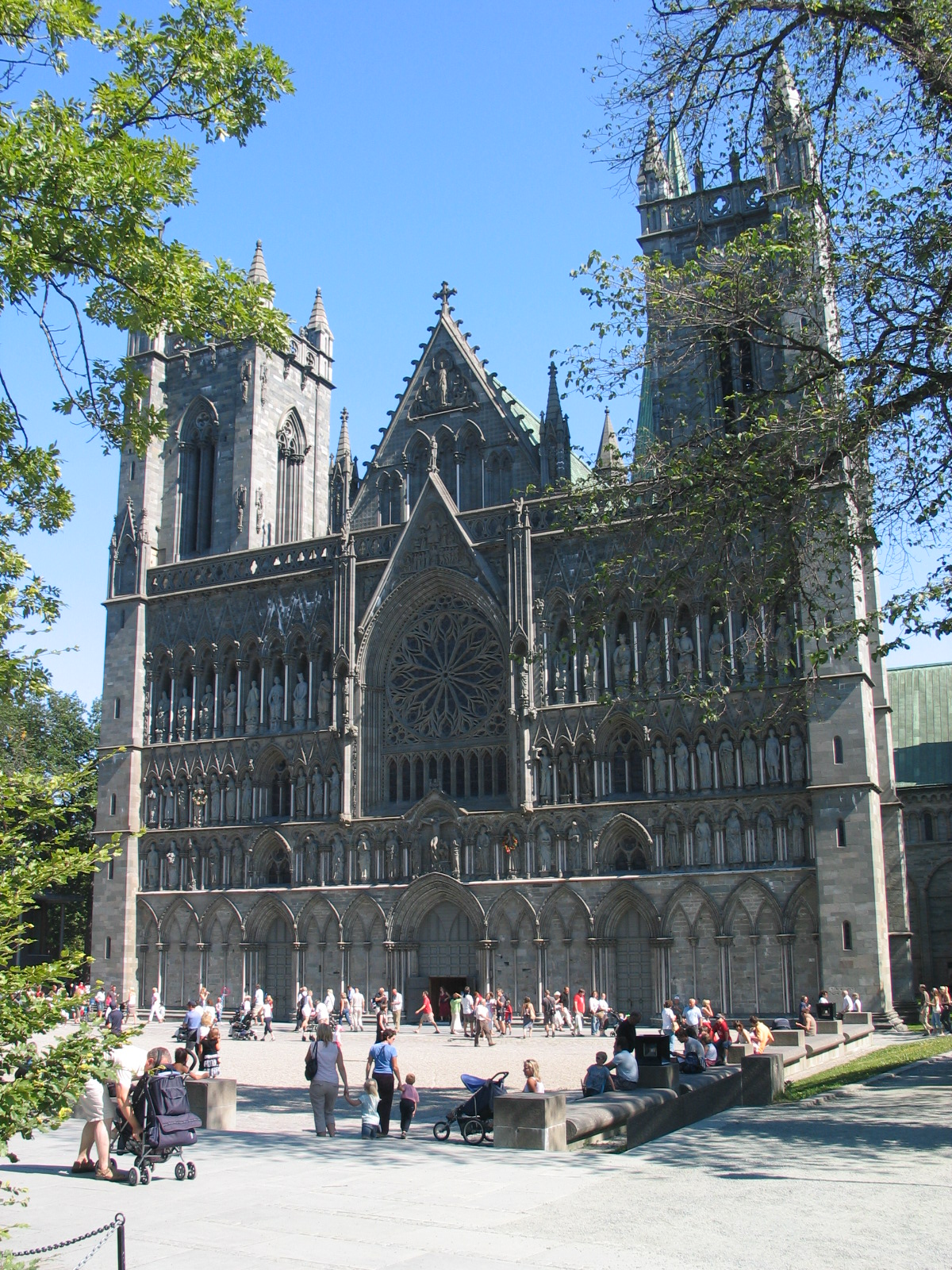
Нидаросский собор — исторически главный храм Норвегии

К числу таинств в Церкви Норвегии относятся крещение и причастие. При этом практикуются и другие обряды, которые считаются таинствами в других церквях, как, к примеру, рукоположение. Церковь Норвегии принимает доктрину консубстанциации (сосуществления).

#### Крещение
Крещение считается очищением от всех грехов, и крещаемый входит в церковь, становясь Божьим сыном. Обряд крещения включает поливание водой. В Церкви Норвегии практикуется крещение детей, а также некрещёных взрослых.

#### Причастие
Согласно лютеранскому учению, в таинстве причастия Иисус Христос присутствует в хлебе и вине, но при этом хлеб и вино с точки зрения субстанции не перестают быть таковыми (консубстанциация, или сосуществление), в отличие от католичества, где принята доктрина транссубстанциации (пресуществления), согласно которой хлеб и вино с точки зрения субстанции становятся телом и кровью Христа. Причастие является отпущением грехов и даёт силы для продолжения христианской жизни. Церковь Норвегии допускает причащение людей, входящих в другие религиозные общины.

## Богослужение
Богослужение (норв. gudstjeneste, или høymesse) является центральным событием в жизни прихода. В Норвегии оно обыкновенно происходит в 11:00 по воскресеньям, но в ряде случаев проводятся дополнительные богослужения и/или богослужения в иное время. Если один приходской священник обслуживает несколько церквей, в некоторых церквях богослужение в воскресенье может не проводиться. Крещение, причастие и конфирмация (миропомазание) проводятся в рамках обычной службы, но для других обрядов (например, отпевание или венчание) существуют специальные процедуры. В большинстве приходов руководствуются «Литургической книгой Церкви Норвегии» (норв. Gudstjenestebok for den norske kirke), однако в некоторых приходах проводятся эксперименты с другими типами богослужений или более свободной формы. На 2010 год запланирован пересмотр порядка богослужения.
Порядок литургии основан на католической мессе и тем самым в своей основе мало отличается от порядка богослужения в других церквях.
Стандартное богослужение устроено следующим образом:
- Вводная часть со входным псалмом, приветствием и вводными словами. Часто во время пения первого псалма происходит торжественная процессия. Затем следует исповедание грехов, поются Kyrie, eleison и Gloria in excelsis Deo.
- Литургия слова с молитвой на данный день, двумя библейскими чтениями, чтением Символа веры (обычно апостольского) и проповедь. После этого следуют евхаристические молитвы и благодарственная жертва.
- Причастие («литургия стола»): Литургия причастия состоит из того, что священник и паства обмениваются необходимыми словами и поют часть главы 6 Книги пророка Исаии. Затем следует молитва священника и общая молитва Отче наш. После этого священник произносит необходимые слова и все поют Agnus Dei.
- Завершение и благословение. Иногда литургия может завершаться торжественной процессией.

Если в ходе литургии необходимо совершить крещение, оно обычно происходит после Gloria или евхаристических молитв, но возможны и другие варианты.

## Церковные обряды

### Конфирмация

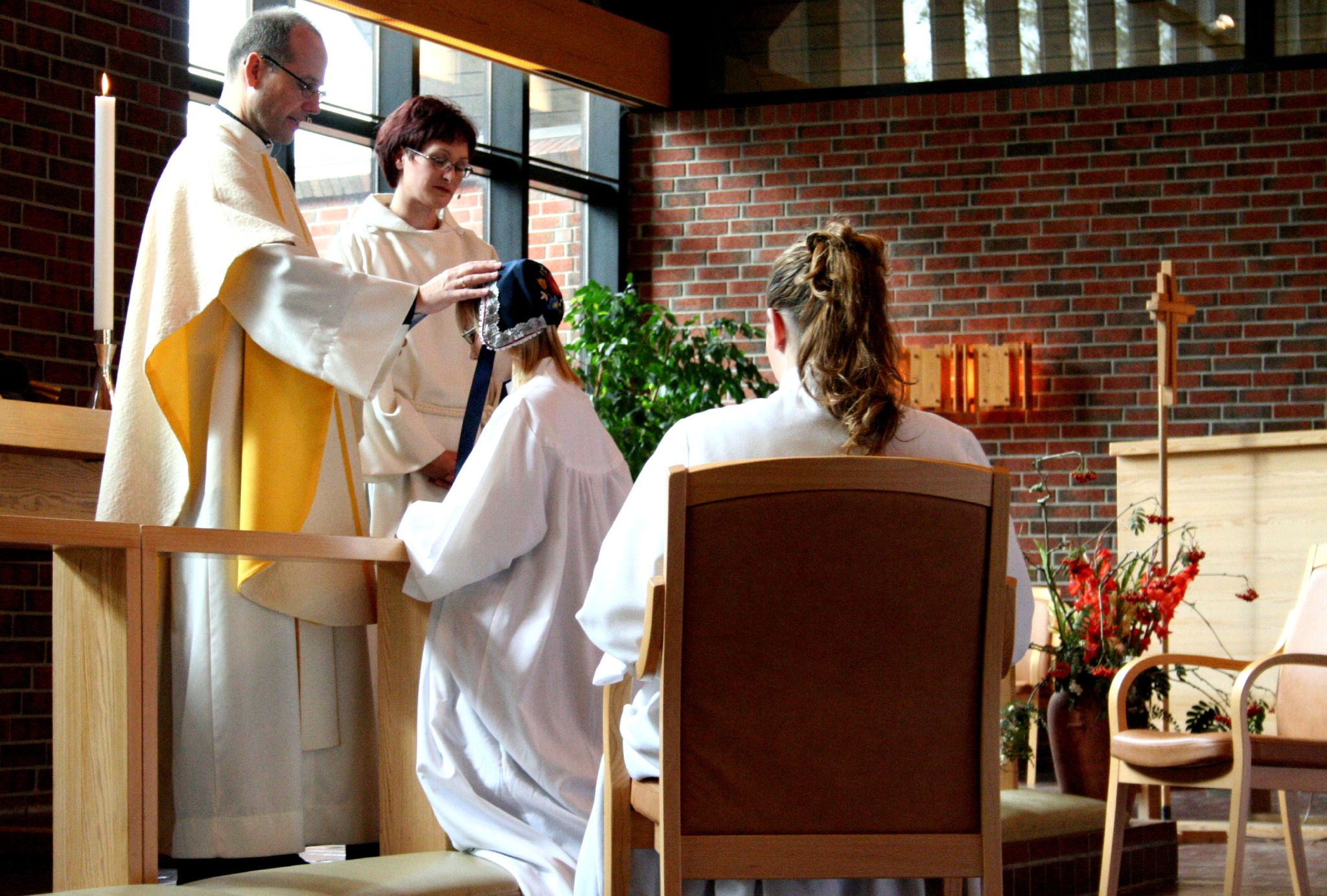
Обряд конфирмации в Церкви Норвегии

В ходе обряда конфирмации церковь молится за человека, принимающего миропомазание. Его смысл заключается в подтверждении (лат. confirmatio) крещения — Бог подтверждает обещание, данное человеку в таинстве крещения. Протестанты отрицают католическое и православное понимание конфирмации как таинства, но сохраняют его как необходимую ступень подготовки к причастию, хотя сейчас верные могут приступать к причастию, даже если они не проходили конфирмации. В 1736 году конфирмация стала обязательной для всех граждан Норвегии, и такой порядок сохранялся долгое время. Конфирмация играет также важную роль в процессе катехизации: поскольку Церковь Норвегии практикует крещение младенцев, обучение основам веры происходит уже после крещения, обычно как раз перед конфирмацией. С 1978 года период катехизации перед конфирмацией длится обычно восемь месяцев.

### Исповедь
В отличие от католичества и православия, в лютеранстве принимать исповедь отпускать грехи кающемуся может не только священник, но любой верный. Сам Мартин Лютер считал, что исповедь важна как способ осознания своих грехов и в то же время осуществления пастырских обязанностей. В Церкви Норвегии существует обряд исповеди, который в последние годы набирает популярность. Обычно исповедь происходит в кабинете священника или в доме исповедующегося, а в ряде приходов возможна установка конфессионалов. Особенно важную роль играет исповедь в лестадианстве, распространённом на севере Норвегии (в Тромсе и Финнмарке). Лестадиане обычно исповедуются тому из верных, кому они более всего доверяют, необязательно священнику.

### Брак
Согласно лютеранскому учению, брак является вопросом в первую очередь гражданским, однако он подтверждается в рамках специальной церковной церемонии. Существует также специальный обряд молитвы за супругов, ранее вступивших в брак с помощью гражданской церемонии.
Ранее Церковь Норвегии считала брак нерасторжимым, но в течение XX века эта позиция сменилась, и сейчас большинство священников признают право на развод. Согласно норвежскому закону о браке, если священник не признает права разведённых на брак, он может отказаться проводить такую церемонию.
Церковь Норвегии может проводить обряд венчания, даже если лишь один из супругов входит в её состав, однако священник может отказать в проведении такого венчания.
С 1992 года велись значительные споры о роли гомосексуалов в церкви, в частности о возможности церковного признания однополых браков. В 2007 году Церковный совет оставил этот вопрос на усмотрение епископов, а 11 апреля 2016 года синод церкви Норвегии принял решение о возможности церковного сочетания однополых пар (решение принято большинством голосов — 88 из 115 человек). «The Local» сообщила, что «уже 4200 человек покинули лоно церкви с начала 2016 года… Большинство верующих покинули церковь в апреле».

### Ординация
Ординация, или рукоположение священников, происходит в рамках процедуры благословения, подтверждающей, что человек достоин получения этого сана и владеет необходимыми знаниями и навыками. Посвящение в сан епископа происходит в рамках специальной церемонии. Посвящение в диаконы, катехеты и канторы называется по-норвежски иным словом (норв. vigsel), но разница между таким посвящением и ординацией является традиционной и в рамках Норвежской церкви не имеет богословского значения. Иными словами, в рамках прихода важнейшей является разница между служениями, для которых необходима ординация или посвящение (священник, катехет, диакон, кантор), и такими, для которых ничего подобного не требуется (министранты и т. п.).
В Церкви Норвегии допускается ординация женщин (с 1961 года), в том числе в епископы.

## Епархии

Епархии Церкви Норвегии

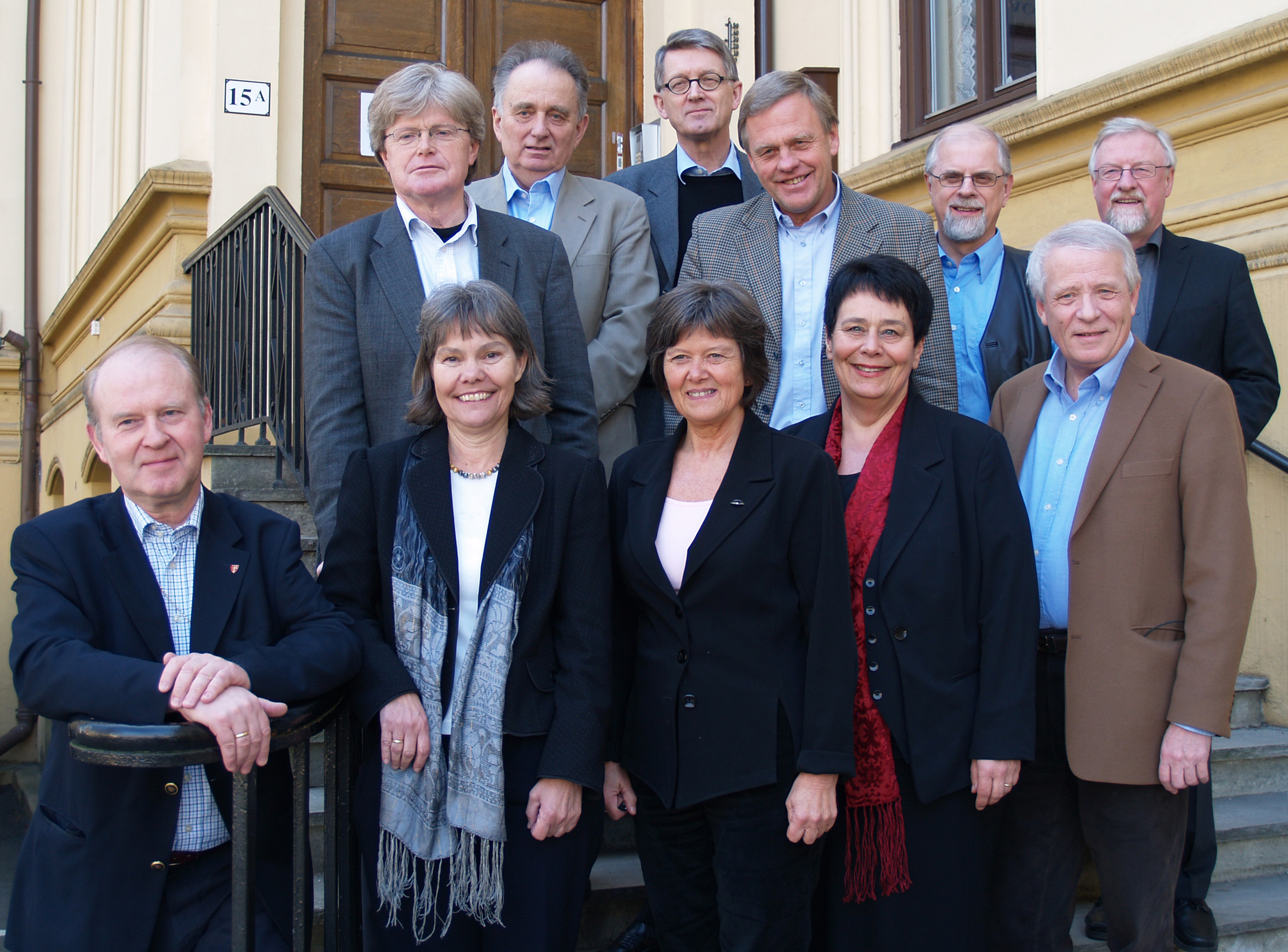
Епископы Церкви Норвегии в марте 2007 года.
В заднем ряду, слева направо: Тур Йоргенсен, Одд Бундевик, Финн Вагле, Эрнст Оддвар Босланн, Пер Оскар Хьёлос, Уле Кристиан Кварме.
В переднем ряду, слева направо: Улав Шевесланн, Лайла Риксосен Даль, Хельга Хёугланн Бюфуглиен, Сольвейг Фиске, Уле Хагесэтер.

Церковь Норвегии является епикопально-синодальной церковью и разделена на 11 епископств (Bispedømm) (ранее епархий, Stift), епископства — на приходы (sokn).
| Диоцез           | Кафедра      | Фюльке                                             | Примечания                                                                                |
| ---------------- | ------------ | -------------------------------------------------- | ----------------------------------------------------------------------------------------- |
| Осло             | Осло         | Осло, коммуны Аскер и Берум (фюльке Акерсхус)      | Епископ Осло отвечает также за приходы для глухих и армейские приходы (корпус капелланов) |
| Борг             | Фредрикстад  | Акерсхус (за исключением Аскера и Бэрума), Эстфолл |                                                                                           |
| Хамар            | Хамар        | Оппланн, Хедмарк                                   |                                                                                           |
| Тунсберг         | Тёнсберг     | Бускеруд, Вестфолл                                 |                                                                                           |
| Агдер и Телемарк | Кристиансанн | Вест-Агдер, Телемарк, Эуст-Агдер                   |                                                                                           |
| Ставангер        | Ставангер    | Ругаланн                                           |                                                                                           |
| Бьёргвин         | Берген       | Согн-ог-Фьюране, Хордаланн                         | Епископ Бьёргвина также отвечает за работу Церкви Норвегии за границей («Церкви моряков») |
| Мёре             | Молде        | Мёре-ог-Ромсдал                                    |                                                                                           |
| Нидарос          | Тронхейм     | Нур-Трёнделаг, Сёр-Трёнделаг                       |                                                                                           |
| Сёр-Холугаланн   | Будё         | Нурланн                                            |                                                                                           |
| Нур-Холугаланн   | Тромсё       | Тромс, Финнмарк, Шпицберген                        |                                                                                           |

## Управляющие органы
- До реформы 2012 года Верховным главой Церкви Норвегии считался король Норвегии. Полномочия по реальному управлению переданы министерству по делам церкви и культуры (ранее существовало отдельное министерство по делам церкви). Церковные вопросы решало церковное правительство Норвегии (kirkestyret), в которое входят только те члены правительства, которые также принадлежат Церкви Норвегии. Существование церковного правительства предусмотрено п. 2 § 27 Конституции Норвегии, и необходимость его формирования обусловливает записанное в п. 2 § 12 конституции требование, чтобы не менее половины членов правительства принадлежали Церкви Норвегии. Стортинг оказывает влияние на Церковь через работу парламентского комитета по делам церкви и через принятие законов. С 2012 года церковь получила автономию в назначении клира и распоряжении имуществом, а контрольные полномочия были переданы министерству по вопросам правительственного управления, реформ и церковным делам. Стортинг сохранил право бюджетного контроля и принятия регулирующих положение церкви законов. Главой церкви стал считаться председательствующий епископ. В результате новой реформы с 2017 года Церковь стала считаться полностью независимым от государства и его контрольных органов учреждением.

- Высшим органом власти является созданный в 1984 году Церковный собор (норв. Kirkemøtet), в котором принимают участие все епископы и члены епархиальных советов.

- В состав Епископского собора (норв. Bispemøtet) входят все 11 епископов Церкви Норвегии. Собор не может принудить отдельных епископов совершать или не совершать неких действий: его цель заключается в «совместном решении тех вопросов, которые в соответствии с действующими правилами относятся к сфере компетенции епископов»[8]. Выборный из числа епископов председатель собора (норв. preses) представлял его на Церковном соборе. С 2011 года помимо 11 епархиальных епископов был введен пост постоянного председательствующего епископа Церкви Норвегии, также именуемого норв. preses и не являющегося главой какой-либо епархии. Хотя председательствующий епископ имеет официальную резиденцию в Тронхейме — исторической столице страны, местную епархию возглавляет епископ Нидароса. С 2012 года председательствующий епископ стал официальным главой Церкви.

- Церковный совет (норв. Kirkerådet, создан в 1969 году, регламент изменён в 1984 году) проводит подготовку к Церковному собору и является высшим исполнительным органом между его сессиями.

- Богословская комиссия (норв. Den norske kirkes lærenemnd) отвечает за вопросы вероучения. В её работе участвует 20 членов.

- Совет по межцерковным отношениям отвечает за отношения с лютеранскими церквями других стран, а также экуменическую деятельность и межрелигиозные контакты внутри Норвегии.

- Саамский церковный совет (норв. Samisk kirkeråd, создан в 1992 году) отвечает за удовлетворение всех религиозных потребностей на саамских языках и сохранение уважительного отношения к саамским традициям.

- Юношеский церковный собор (Ungdommens kirkemøte) (первое заседание — 1993 год) является консультативным органом, выражающим взгляды церковного юношества.

### На уровне епархий
- Совет епископии (Bispedømmeråd), состоит из 7 выборных на прямых или косвенных выборах мирян, епископа и 1 клирика

- Епископ (Biskop)

### На уровне благочиния
- Пробст (Prosten)

### На уровне прихода
- Приходское собрание (Menighetsmøte) — состоит из всех совершеннолетних мирян

- Приходской совет (Menighetsråd) — состоит от 4 до 10 членов и настоятеля (prest)

- Приходской пресвитер (Soknepresten)

## Международное сотрудничество
Церковь Норвегии является автономной лютеранской церковью, однако участвует в работе следующих организаций:
- Всемирная лютеранская федерация
- Всемирный совет церквей
- Конференция европейских церквей
- Декларация Порвоо, организация с участием лютеранских церквей в Скандинавии и Балтии, а также англиканских церквей на Британских островах и епископальных церквей на Пиренейском полуострове. Условия участия в сообществе, в частности, предполагают, что церкви признают действительность ординаций.

## Отношения церкви и государства

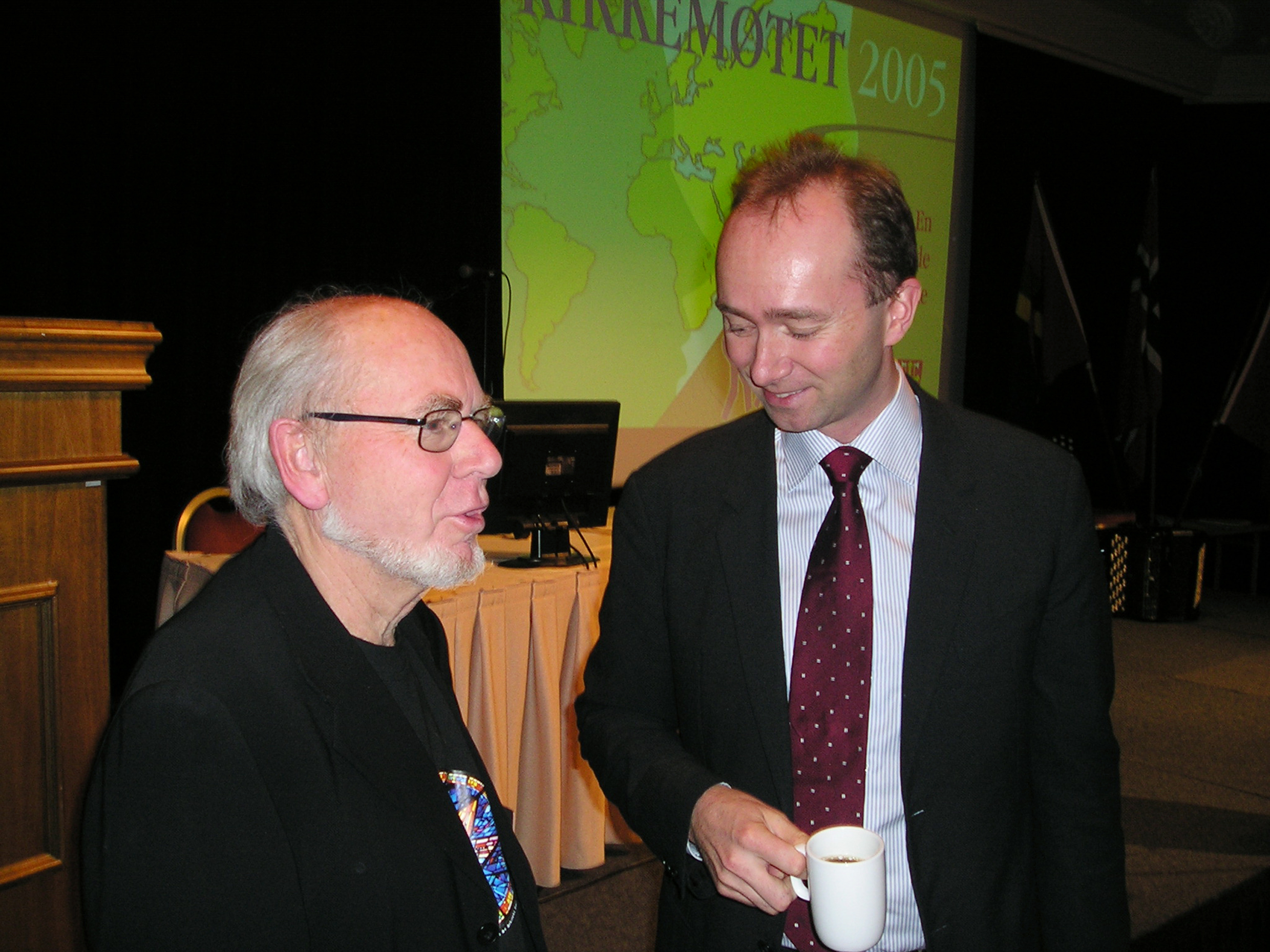
Министр по делам культуры и церкви Трунн Йиске и тогдашний председатель Церковного совета Тур Бьярне Буре в ходе Церковного собора 2005 года

Церковь Норвегии отделена от государства с 21 мая 2012, согласно конституционной поправке принятой Парламентом Норвегии. В последние годы широко обсуждается вопрос о различии церкви и государства, и было подготовлено несколько докладов на эту тему. Последним был доклад комиссии под руководством политика Коре Йённеса, представленный в январе 2006 года. Большинство авторов доклада рекомендует изменить существующее положение дел. В 2006 году доклад комиссии Йённеса был рассмотрен несколькими тысячами ведомств в рамках подготовки правительственного доклада Стортингу. Первоначально правительство должно было представить новую политику в декабре 2007 года, но в реальности это случилось лишь в апреле 2008 года.
Доклад правительства был принят всеми семью партиями, представленными в Стортинге. Доклад предполагает предоставление церкви большей внутренней автономии, в частности права назначения епископов. Это требует, в частности, укрепления внутренней демократии и увеличения явки на выборах на церковные должности. Предполагается, что церковь может быть окончательно отделена от государства только в 2020 году. План переходного периода 2012—2020 годов опубликован на официальном веб-сайте церкви Норвегии.
Передача полномочий от государства к самой церкви началась уже в 1920-х годах. Создавалось все больше комиссий и советов, отвечавших за различные аспекты церковной деятельности. В ряде важных сфер, таких как литургия и вероучение, церковь уже достигла полной самостоятельности. В то же время за назначение епископов и священников формально отвечает король, а за церковное законодательство — Стортинг.
Ответственность за поддержание церковных зданий в надлежащем состоянии и оплату труда священников лежит на государстве и на местных властях, на 2/3 церковь финансируется напрямую из местных бюджетов (уровня коммун), но многие приходы сами выплачивают зарплату сотрудникам, нанятым сверх штата, часто за счёт пожертвований прихожан.

## История Церкви Норвегии со времён Реформации

### Реформация

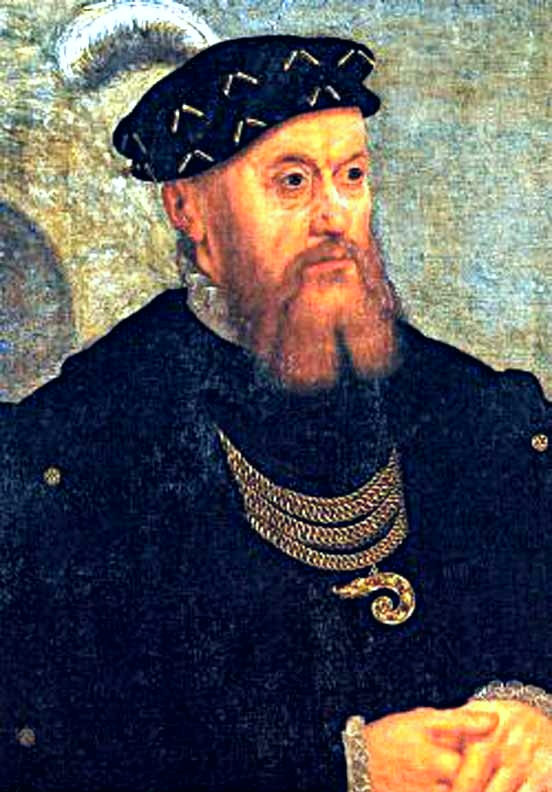
Король Кристиан III

Реформация в Дании и Норвегии произошла в 1536—1537 годах, когда лютеранство принял король Кристиан III. В 1537 году он сделал его государственной религией в своём королевстве.
Католических епископов сменили лютеранские суперинтенденты, и довольно скоро официальная церковь стала лютеранской. Среди населения новая религия прививалась не так быстро. «Народной верой» лютеранство стало лишь к концу XVI века.
Ко времени Реформации более половины всех норвежских земель принадлежало церкви. Она вся отошла государству, а позже большая её часть была продана богатым гражданам. Церковь в Дании и Норвегии порвала с Римом и стала национальной церковью во главе с королём. Первый закон, так называемый «Церковный ордонанс» был принят в 1537 году. Он предусматривает разделение полномочий церкви и короля: церковь свидетельствует о слове Божием и отправляет таинства, а король определяет рамки, в которых это происходит. Принятие законов, регулирующих церковную деятельность, относится к сфере компетенции короля: это положение дел сохранилось в норвежском законодательстве до сих пор.

### После Реформации

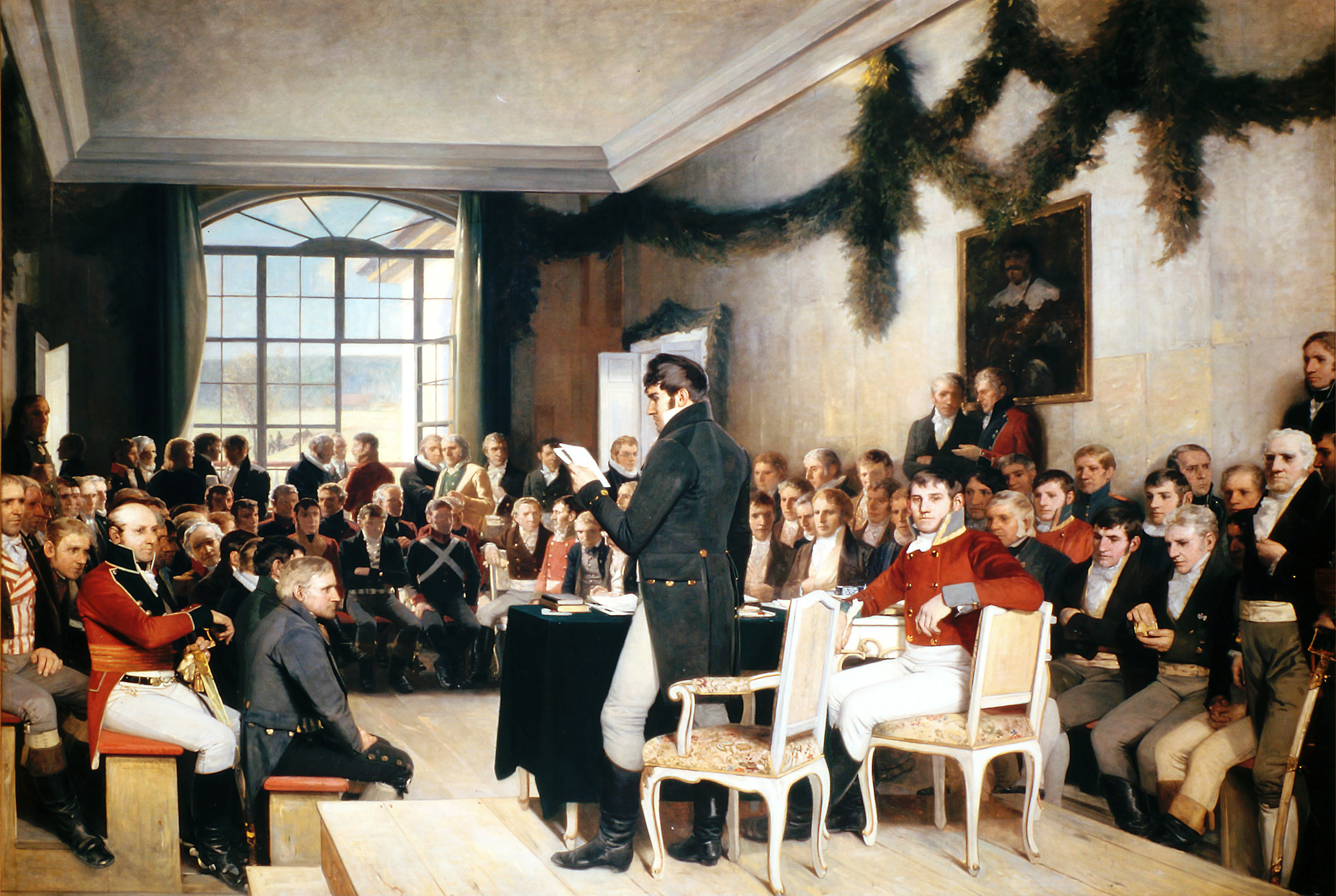
Конституционное собрание в Эйдсволле

После Реформации власть над церковью постепенно переходила в руки короля. В 1660 году в датско-норвежском государстве была установлена абсолютная монархия, и в течение двух сотен лет после этого руководство церковью осуществлялось государственными органами, а за назначение священников и епископов отвечал непосредственно король. Согласно конституции 1814 года евангелическо-лютеранское вероисповедание стало государственной религией Норвегии, которой оно остаётся по сей день.
Шведско-норвежская уния не оказала значительного влияния на развитие Церкви Норвегии. В XIX веке набрали силу реформаторские движения. Было также создано министерство по церковным делам, в то же время выросло влияние епископа Осло.
Важную роль в реформе церкви играл вопрос об участии мирян в церковной жизни. В частности, в 1873 году были разрешены приходские собрания, тогда же прошли первые неофициальные встречи с участием представителей всех епархий.

### Церковь Норвегии во Вторую мировую войну
Во время Второй мировой войны церковь была временно отделена от государства. Законное правительство Норвегии находилось в изгнании в Великобритании. Церковь выступала против нацизма. В 1942 году, когда от неё потребовали провести торжественное богослужение в Нидаросском соборе по случаю вступления Видкуна Квислинга в должность министра-президента, епископы во главе с главой епархии Осло Эйвиндом Берггравом выступили с посланием «Основа церкви», в котором отказались от своих государственных должностей. В результате все епископы и часть священников Церкви Норвегии были интернированы до конца войны. Около 90 % всех священников последовали примеру епископов и порвали с государственной властью, однако продолжали совершать таинства и церковные обряды. В результате посещаемость церквей значительно выросла, кроме тех приходов, где священники выступили на стороне коллаборационистов.
Важную роль в церковном сопротивлении (норв. Kirkekampen) сыграл епископ Осло Эйвинд Бергграв. В так называемый «церковный фронт» (норв. Kirkefronten) входили представители мирян и «свободных церквей» (норв. Frikirker ; протестантских деноминаций, не входящих в Церковь Норвегии). Важную роль в этом движении сыграли профессор богословия Уле Халлесбю и миссионер и проповедник Людвиг Хупе.

## Другие государственные или бывшие государственные лютеранские церкви
- Церковь Датского Народа
- Церковь Исландии
- Евангелическо-лютеранская церковь Финляндии
- Церковь Швеции